# Aeropuerto Osvaldo Virgil
El Aeropuerto Doméstico Osvaldo Virgil es un aeródromo de la República Dominicana. Sirve a la ciudad y provincia de Montecristi, al norte del país. Estuvo mucho tiempo fuera de servicio y fue puesto en operación en 2007 luego de ser remodelado por el DA (Departamento Aeropuertuario). Fue nombrado Osvaldo Virgil, jugador de béisbol de las grandes ligas, nacido en Montecristi. El aeródromo posee una pista de 1200 x 20 m de ancho.
Su pista e instalaciones fueron construidas bajo la dirección del ingeniero montecristeño Manuel Isidor.

## Aerolíneas y destinos
Actualmente no posee vuelos programados.